# Tuna Mascarenhas
Antonina Mascarenhas Monteiro, mais popularmente conhecida como Tuna Mascarenhas, (13 de junho de 1944 - 9 de setembro de 2009) foi uma ativista cabo-verdiana e cientista de laboratório médico . Foi Primeira Dama de Cabo Verde de 1991 a 2001 durante o mandato do seu marido, o Presidente António Mascarenhas Monteiro . Fundou também a Fundação da Criança de Cabo Verde para prestar serviços, como creches a crianças pobres e suas famílias. 

## Biografia
Tuna Mascarenhas nasceu em 13 de junho de 1944.   recebeu seu diploma de bacharel em química de uma universidade na Bélgica.  Frequentou a mesma universidade com o futuro marido, António Mascarenhas Monteiro.  Retornou a Cabo Verde após a faculdade, onde trabalhou no atual Hospital Agostinho Neto, como funcionária do Ministério da Saúde.  Ela e o marido foram ativos no movimento de independência de Cabo Verde durante os anos 1960 e 1970. No entanto, deixou o movimento por uma disparidade de ideologia. 
Em 1991, António Mascarenhas Monteiro foi eleito presidente de Cabo Verde ao derrotar Aristides Pereira . Tuna Mascarenhas tornou-se a segunda primeira-dama do país em março de 1991. No entanto, apesar do novo cargo, Mascarenhas manteve o emprego no laboratório de análises clínicas do Hospital Agostinho Neto durante sua permanência no palácio presidencial.   Foi uma primeira-dama ativa, que defendeu várias questões durante seu mandato de 1991 a 2001.  
Mascarenhas fundou a Fundação da Criança Cabo-verdiana, que prestava serviços sociais a crianças pobres. Sua fundação também ofereceu creches para crianças, desde recém-nascidos até 3 anos, todos carentes. Sem o centro, as mulheres muitas vezes tinham poucos lugares para trazer seus filhos pequenos quando encontravam emprego. 
Tuna Mascarenhas morreu de obstrução intestinal na cidade da Praia em 9 de setembro de 2009, aos 65 anos.   Ela deixou o marido, o ex-presidente António Mascarenhas Monteiro, e os três filhos - Marisa, Gamal e Liliana. Seu funeral foi realizado em 10 de setembro de 2009. 